# بنو مدلج

قبيلة مدلج المدالجة تنسب إلى مدلج بن مرة بن عبد مناة بن كنانة بن خزيمة بن مدركة بن إلياس بن مضر بن نزار بن معد بن عدنان . إحدى القبائل العربية وتشتهر هذه القبيلة بالقيافة.

## بطونها
- بنو الحارث بن مدلج .
- بنو تيم بن مدلج .
- بنوعمرو بن مدلج .
- بنو وقاص بن مدلج .
- بنو مالك بن تيم بن مدلج .

## ديارها
- ذات العشيرة : بضم أوله، وفتح ثانيه .
- قديد : بضم أوله، وفتح ثانيه .

يستنتج مما سبق أن بني مدلج بطن من كنانة قليل العدد، وهم مستقرون في العشيرة، ويعملون في الزراعة، وخاصة زراعة النخيل، ويسكن بجوارهم بنو ضمرة، وبينهما حلف، وتقع منازلهم غرب المدينة المنورة بقرب الساحل .

## أعلام ومشاهير
- سراقة بن مالك المدلجي
- القائف مجزز المدلجي
- علقمة بن مجزز المدلجي